# 危機対応特別目的海兵空地任務部隊 (中央軍)
危機対応特別目的海兵空地任務部隊-中央軍(ききたいおうとくべつもくてきかいへいくうちにんむぶたい-ちゅうおうぐん、英語: Special Purpose Marine Air-Ground Task Force – Crisis Response – Central Command, SPMAGTF-CR-CC)は、アメリカ海兵隊の海兵空地任務部隊の一つ。アメリカ中央軍の指揮下において、主に中東地域の米国在外公館や在外米国人の保護を担う部隊である。部隊の拠点は公表されていない。

## 概要
2012年に発生したアメリカ在外公館襲撃事件は、特に大使が殺害されたリビア・ベンガジの領事館襲撃に対してアメリカ軍が対応できなかったという問題点が露呈した。これを受けて在外米国人および在外公館が武装勢力等の襲撃を受けた際、迅速に現地に展開し、自国民保護活動を行える初動対処部隊の創設が急務とされた。
2013年4月、アメリカ海兵隊はMV-22Bオスプレイにて自力展開できる危機対応特別目的海兵空地任務部隊の創設を発表。実際に事件が起こったアフリカ地域を担当する危機対応特別目的海兵空地任務部隊-アフリカ(SPMAGTF-CR-AF)と共に、同様の事件が発生する可能性が高い中東地域を担当する本部隊が編成された。
部隊に与えられた任務の性質上、在外公館保護の訓練を特に重視しており、武装勢力に限らず暴徒化した武器を持たない現地住民達を(殺傷せず)鎮圧する訓練なども行われている。

## 編成
部隊の規模は約2,000人。大佐が指揮を執り、地上戦闘部隊、航空戦闘部隊、兵站戦闘部隊等で構成し、各部隊はローテーションで配備される。
地上戦闘部隊は歩兵大隊を中核とし、戦車や水陸両用装甲車を持たない軽歩兵部隊として活動する。
航空戦闘部隊は歩兵輸送を担うMV-22Bオスプレイを装備した海兵中型ティルトローター飛行隊に、KC-130J空中給油・輸送機、F/A-18D戦闘攻撃機が支援部隊として任務に就く。

## 実戦
2019年12月末から2020年1月にかけて発生した在バグダッドアメリカ大使館襲撃事件において、大使館保護のためクウェートから現地に緊急派遣された。派遣されたのは当時SPMAGTF-CR-CCとして配備されていた第1海兵師団第7海兵連隊第2大隊約100名と、第3海兵航空団第161海兵中型ティルトローター飛行隊のMV-22Bオスプレイである。

## 資産

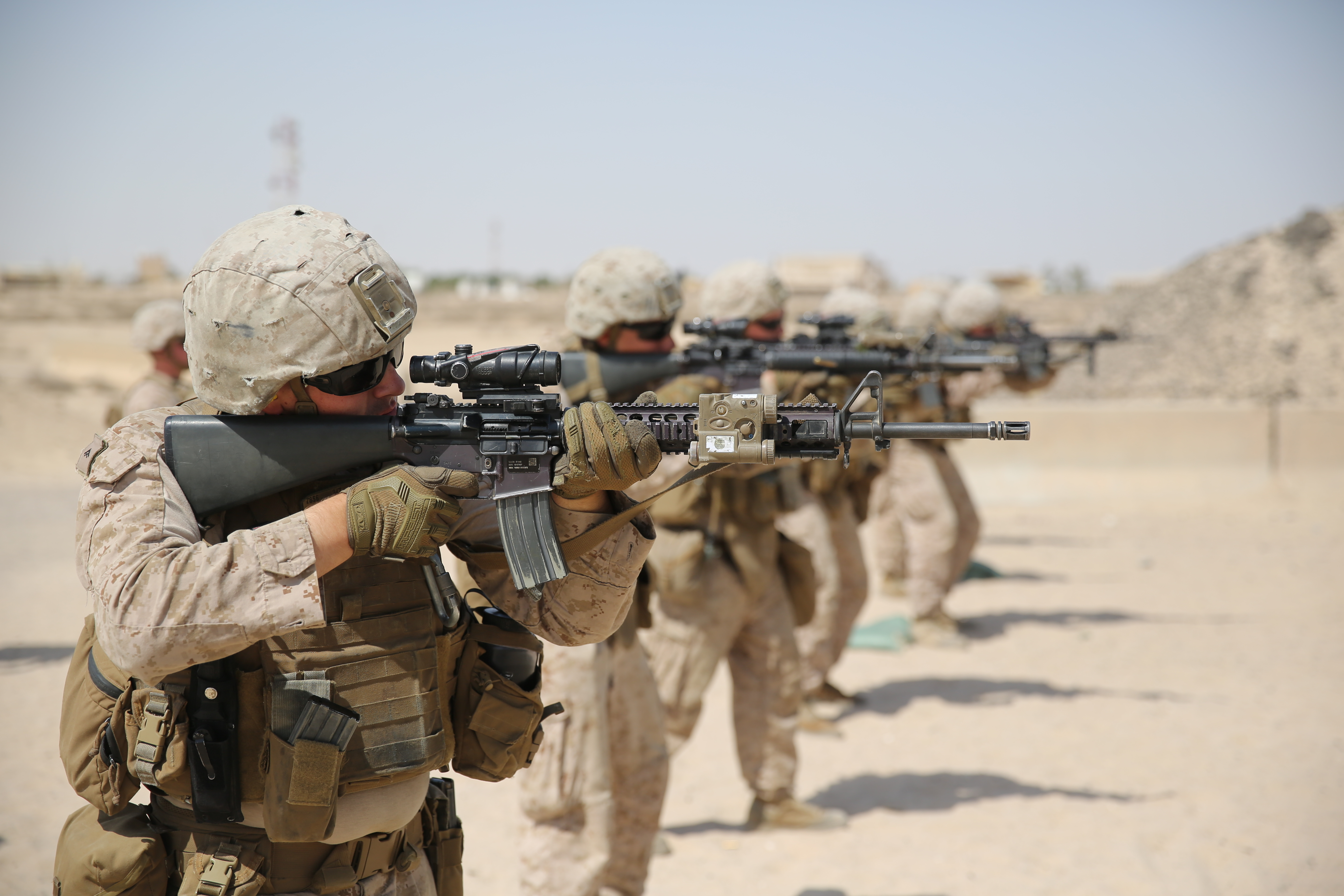
2015年3月にSPMAGTF-CR-CCに配属されている間に行われた射撃訓練中の第7海兵連隊第3大隊

2015年4月にSPMAGTF-CR-CCを支援するために配備された第211海兵攻撃飛行隊要員の集合写真